# M-H培養基

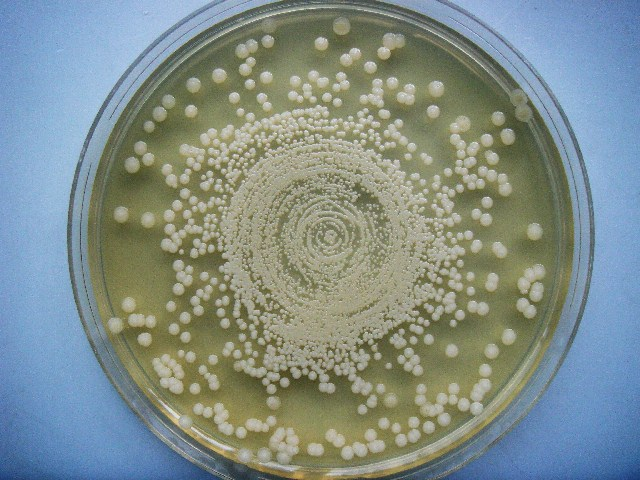
類鼻疽伯克氏菌（Burkholderia pseudomallei）的菌落，於M-H培養基培養72小時。

M-H培養基（Müller-Hinton agar）是一種微生物培養基，應用於檢測微生物對於抗生素的抗性。此外，這種培養基還可用於篩選奈瑟氏菌屬（Neisseria）以及Moraxella屬的物種。
通常內容物有（w/v）：
- 0.2% 牛肉抽出物
- 1.75% 無水酪蛋白
- 0.15% 澱粉
- 1.7% 洋菜膠
- pH值調至中性（25°C）

在測試鏈球菌屬的種類時，可能會在該培養基內添加5%的綿羊血及NAD。該培養基也能夠篩選Campylobacter屬的細菌。
由於該培養基的一些特性，使它有利於應用在抗生素檢測上。首先，它是一種無選擇性培養基，大部分的微生物都可在上面生長。此外，成分中的澱粉可以吸收細菌所釋放出來的毒素，因此不會影响抗生素操作的結果。M-H培養基的成分較為疏鬆，利於抗生素的擴散，使其可以顯現明顯的生長抑制帶（zone of inhibition）。